# 800년

## 연호
- 당(唐) 정원(貞元) 16년
- 일본(日本) 엔랴쿠(延暦) 19년

## 기년
- 당(唐) 덕종(德宗) 21년
- 신라(新羅) 소성왕(昭聖王) 3년 / 애장왕(哀莊王) 원년
- 발해(渤海) 강왕(康王) 7년

## 사건
- 12월 25일 - 프랑크 왕국의 샤를마뉴가 로마 교황 레오 3세로부터 서로마제국의 황제관을 받고, 서방 기독교의 수호자가 되었다.
- 신라, 소성왕이 장남 청명에게 왕의 자리 물려주고 세상을 떠남.
- 청명이 13세의 나이로 왕의 자리에 오름.

## 사망
- 신라(新羅) 39대 왕 소성왕(昭聖王)

## 지도

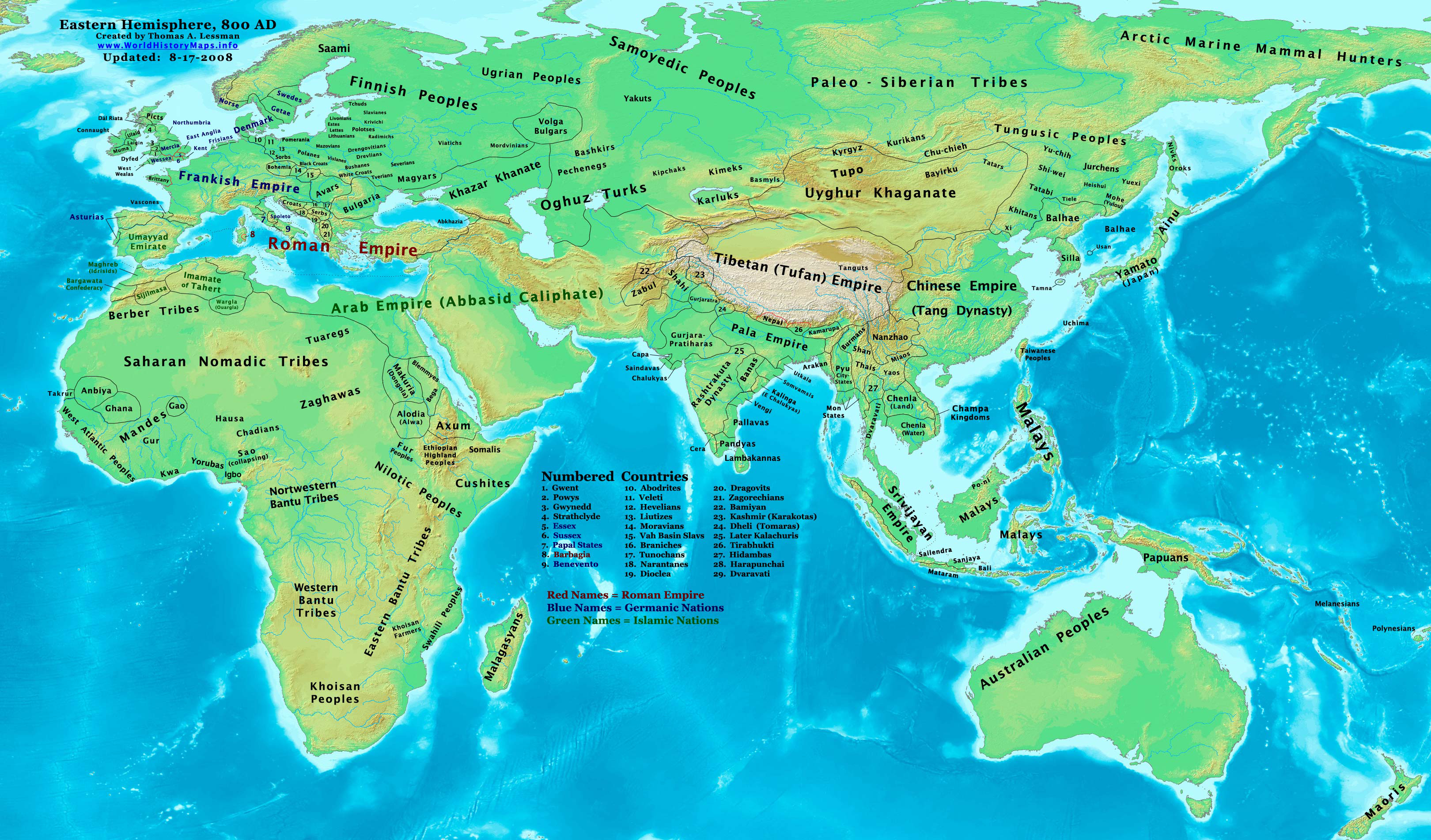
기원후 800년의 동반구